# Univerzitet Jejl
Univerzitet Jejl (engl. Yale University) je privatni univerzitet u Nju Hejvenu, u američkoj državi Konektikat. Univerzitet je osnovan 1701. godine, i drugi je po starosti univerzitet u Sjedinjenim Američkim Državama, nakon Harvarda. Jejl se smatra jednim od najprestižnijih univerziteta na svetu. U najnovijem autoritativnom rangiranju časopisa US NEWS, Jejl se nalazi na trećem mestu među američkim univerzitetima odmah iza Prinstona i Harvarda,, dok se u rangiranju londonskog „Tajmsa“ nalazi na četvrtom mestu u svetu, odmah iz Harvarda, Oksforda i Kembridža.
U ovom trenutku Jejl pohađa nešto preko 11 000 studenata, od čega oko 5 000 studenata osnovnih studija i nešto više od 6 000 postdiplomaca i studenata specijalizovanih škola (pravni fakultet, medicinski, itd). Konkurencija za upis na osnovne studije na Jejlu izuzetno je velika, tako da je školske godine 2008-2009 primljeno svega 9% prijavljenih kandidata Školarina na osnovnim studijama iznosi 35 000 dolara godišnje, dok se smeštaj plaća još 10 000 dolara godišnje. Finansijsku pomoć od univerziteta prima više od 40% studenata osnovnih studija. Imovina univerziteta koja uključuje i zadužbine procenjena je na vrednost od 20,8 milijardi dolara u 2013. godini, i po tome je drugi univerzitet u svetu.
Postdiplomske studije na Jejlovoj Školi za postdiplomske studije nauka i umetnosti (engl. Graduate School of Arts and Sciences) koštaju 31 500 dolara godišnje. Međutim, svi studenti doktorskih studija primaju stipendiju koja pokriva celokupnu školarinu, kao i troškove života u iznosu od najmanje 25 000 dolara godišnje i zdravstveno osiguranje.
Između ostalog, Jejl poseduje jednu od najvećih akademskih biblioteka na svetu, sa preko dvanaest miliona jedinica knjiga i časopisa i preko deset miliona jedinica na mikrofilmu. Jejl je jedan je od univerziteta osnivača Asocijacije američkih univerziteta koja je formirana 1900. godine. 51 dobitnik Nobelove nagrade je na neki način povezan sa ovim univerzitetom, bilo kao profesor, student ili osoblje univerziteta. Na Jejlu su studirale mnoge poznate ličnosti, između ostalih pet američkih predsednika, 19 američkih sudija Vrhovnog suda, nekoliko šefova stranih država i dr. Škola prava ovog univerziteta je najselektivnija pravna škola u SAD.

## Istorija
Prvi počeci osnivanja univerziteta sežu još od 9. oktobra 1701. godine kada je generalni sud kolonije Konektikat usvojio „akt o slobodi izgradnje koledža”, u nastojanju da se stvori instituciju u kojoj bi se obrazovali budući ministri i vođe za potrebe Konektikata. Ubrzo nakon toga, grupa od deset ministara se sastala u Branfordu, kako bi dogovorili otvaranje prve biblioteke buduće škole. Ta grupa ljudi, predvođena Džejms Pirpontom, danas je poznata kao grupa „osnivača” univerziteta Jejl. Škola je prvobitno nazvana „Collegiate School” a otvorena je u domu njenog prvog rektora Abrahama Pirsona, u gradu Kilingvort (sadašnjem Klintonu). Škola je premeštana prvo u Sejbruk, a zatim i u Vetersfild, da bi konačno 1718. godine bila premeštena u Nju Hejven, gde se univerzitet i danas nalazi.
Godine 1718, po nalogu tadašnjeg rektora Samjuela Endrua ili guvernera kolonije Gurdona Saltonstala, Koton Mader je kontaktirao uspešnog privrednika iz Velsa (Elajhu Jejl) sa ciljem da pruži finansijsku pomoć u izgradnji nove zgrade za koledž. Na osnovu ubeđivanja Džeremaje Damera, Jejl, koji je bogatstvo stekao kroz trgovinu dok je živeo u Indiji, donirao je devet bala robe nakon čije prodaje je skupljeno više od 560£, što je bio značajan iznos u to vreme. Osim toga, Jejl je takođe donirao i 417 knjiga i portret kralja Džordža I. Koton Mader je u znak zahvalnosti dobročinitelju škole predložio da škola promeni ime u Jejl koledž, te su se nadali da će se time povećati šansa za još jednu veliku donaciju za koledž ili za njegovu zaostavštinu. U vreme promene naziva škole, Elajhu Jejl je bio odsutan na putu u Indiju sa kojeg se više nikada nije vratio.
Kao jedini koledž u to doba u Konektikatu, na Jejlu su se obrazovali uglavnom sinovi tadašnje elite. Tokom tog perioda, Univerzitet Harvard je bio karakterističan po stabilnosti i zrelosti svojih studenata, dok je na drugoj strani Jejl bio poznat po mladosti i revnosti. 
Zbog naglaska na klasičnom, došlo je formiranja niza privatnih studentskih društava, čiji se član moglo postati samo po pozivu. Društva su nastala pre svega kao forumi za diskusije o stipendijama, književnosti i politici. Prve takve organizacije koje su raspravljale o društvu su bile: Krotonija iz 1738. godine, Linonija iz 1753. godine i Braća u jedinstvu iz 1768. godine.

## Kampus
Centralni kampus Univerziteta Jejl se nalazi u centru Nju Hejvena i zauzima površinu od 1,1 km2. Dodatnih 2,0 km2 površine uključuje i golf teren za obuku i park prirode koji se nalazi u ruralnom Konektikаtu i Hors Ајlandu.
Univerzitetski kampus je u velikoj meri poznat po građevinama izgrađenim u Кolegiјatskom gotičkom stilu, kao po i nekoliko kultnih modernih građevina kao što su: Umetnička galerija, Centar za britansku umetnost, zgrada umetnosti i arhitekture i dr.
Unutar kampusa se nalaze i mnoge, pažnje vredne palate iz 19. veka smeštene duž Hilhaus avenije, za koju je Čarls Dikens prilikom svoje posete SAD 1840. godine rekao da je najlepša ulica u Americi. Najstarija zgrada u kampusu je dvorana Konektikаt, izgrađena 1750. godine u džordžijanskom stilu. U istom stilu su i zgrade Timoti Dvajt koledža, Pirson koledža i Davenport koledža podignute u periodu između 1929. i 1933. godine.
Značajnije nerezidencijalne građevine i znamenitosti kampusa su: Bjanek biblioteka retkih knjiga, Toranj Harknes, Kapela Batel, Osbornove memorijalne laboratorije, Pejn Vitnijeva gimnastička dvorana, Pibodi muzej prirodne istorije, Sterlingova medicinska sala, Sterlingova memorijalna biblioteka, Centar za britansku umetnost, Umetnička galerija i dr.

## Članice univerziteta
Univerzitet Jejl se trenutno sastoji od 15 akademskih škola koje pružaju veliki izbor studijskih programa i jednog instituta. Članice univerziteta se mogu podeliti na glavne akademske komponente a to su: Jejl koledž (dodiplomski program), Fakultet za nauku i umetnost, i stručne škole. 
Članice univerziteta su (sa godinom osnivanja):
- Jejl koledž
- Fakultet za nauku i umetnost (1847)
- Škola struke
- Arhitektonski fakultet
- Fakultet za umetnost
- Bogoslovni fakultet (1822)
- Fakultet za dramu (1955)
- Fakultet inženjerstva i primenjenih nauka
- Fakultet šumarstva i ekologije (1901)
- Pravni fakultet (1843)
- Fakultet za menadžment (1976)
- Medicinski fakultet (1810)
- Muzička akademija (1894)
- Škola za njegu (1923)
- Škola javnog zdravstva (1915)
- Institut duhovne muzike

## Literatura
- Bagg, Lyman H. Four Years at Yale, New Haven, 1891.
- Blum, John Morton (2004). A life with history., memoir of history professor and advisor to the president
- Brown, Chandos Michael (1989). Benjamin Silliman: A Life in the Young Republic.
- Buckley, William F., Jr. God and Man at Yale, 1951.
- Dana, Arnold G. Yale Old and New, 78 vols. personal scrapbook, 1942.
- Deming, Clarence. Yale Yesterdays, New Haven, Yale University Press, 1915.
- Dexter, Franklin Bowditch. Biographical Sketches of Graduates of Yale: Yale College with Annals of the College History, 6 vols. New York, 1885–1912.
- Dexter, Franklin Bowditch. Documentary History of Yale University: Under the Original Charter of the Collegiate School of Connecticut, 1701–1745. New Haven: Yale University Press, 1901.
- Fitzmier, John R. New England's Moral Legislator: Timothy Dwight, 1752–1817 (1998). 261 pp.
- French, Robert Dudley. The Memorial Quadrangle, New Haven, Yale University Press, 1929.
- Furniss, Edgar S. The Graduate School of Yale, New Haven, 1965.
- Gilpen, Toni, et al. On Strike For Respect, (updated edition: University of Illinois Press, 1995)
- Holden, Reuben A. Yale: A Pictorial History, New Haven, Yale University Press, 1967.
- Kabaservice, Geoffrey. The Guardians: Kingman Brewster, His Circle, and the Rise of the Liberal Establishment, (2004). 573 pp.
- Kalman, Laura (1986). Legal Realism at Yale, 1927–1960.
- Kelley, Brooks Mather (1999). Yale: A History. New Haven: Yale University Press. ISBN 978-0-300-07843-5. OCLC 810552.
- Kingsley, William L. Yale College. A Sketch of its History, 2 vols. New York, 1879.
- Mendenhall, Thomas C (1993). The Harvard-Yale Boat Race, 1852–1924, and the Coming of Sport to the American College.
- Nelson, Cary. Will Teach for Food: Academic Labor in Crisis, Minneapolis, University of Minnesota Press, 1997.
- Nissenbaum, Stephen, ed (1972). The Great Awakening at Yale College.
- Oren, Dan A. Joining the Club: A History of Jews and Yale, New Haven, Yale University Press, 1985.* Oviatt, Edwin. The Beginnings of Yale (1701–1726), New Haven, Yale University Press, 1916.
- Oviatt, Edwin (1916). The Beginnings of Yale (1701–1726). Yale UP. стр. 298—302.
- Pierson, George Wilson. Yale College, An Educational History (1871–1921), (Yale University Press, 1952); Yale, The University College (1921–1937), (Yale University Press, 1955)
- Pierson, George Wilson. The Founding of Yale: The Legend of the Forty Folios, New Haven, Yale University Press, 1988.
- Pinnell, Patrick L. The Campus Guide: Yale University, Princeton Architectural Press, New York, 1999.
- Stevenson, Louise L (1986). Scholarly Means to Evangelical Ends: The New Haven Scholars and the Transformation of Higher Learning in America, 1830–1890.
- Scully, Vincent et al., eds. (2004). Yale in New Haven: Architecture and Urbanism. New Haven: Yale University..
- Stokes, Anson Phelps. Memorials of Eminent Yale Men, 2 vols. New Haven, Yale University Press, 1914.
- Stokes, Anson Phelps (1922). „Yale University”. Encyclopædia Britannica (12 изд.).
- Synnott, Marcia Graham (1979). The Half-Opened Door: Discrimination and Admissions at Harvard, Yale, and Princeton, 1900–1970.
- Tucker, Louis Leonard. Connecticut's Seminary of Sedition: Yale College. Chester, Conn.: Pequot, 1973. 78 pp.
- Warch, Richard (1973). School of the Prophets: Yale College, 1701–1740.
- Welch, Lewis Sheldon, and Walter Camp (1900). Yale, her campus, class-rooms, and athletics..
- Whitehead, John S (1973). The Separation of College and State: Columbia, Dartmouth, Harvard, and Yale, 1776–1876.
- Wilson, Leonard G., ed. Benjamin Silliman and His Circle: Studies on the Influence of Benjamin Silliman on Science in America (1979). 228 pp.
- „Yale University”.  (на језику: енглески) (11 изд.). 1911.
- „Yale University”. New International Encyclopedia. 1905.

## Spoljašnje veze
- Званични веб-сајт